# 曹双明
曹双明（1929年8月—2019年7月23日），河南林州人，中国人民解放军空军第六任司令员，空军上将。

## 生平
1946年6月参加中国人民解放军，同年9月加入中国共产党。大专学历。中共12大代表，14届中央委员。第七、八届全国人大代表，第九屆全國人大代表、全國人大農業與農村委員會委員。获解放奖章。1988年9月被授予空军中将军衔。1993年6月晋升为空军上将军衔。
1953年参加抗美援朝，任中国人民志愿军空军飞行中队中队长。1965年任空军航空兵30师副师长、师长。驻地辽宁凤城大堡。1970年任空2军副军长。驻地丹东四道沟。
1974年任沈阳军区空军副司令员。1983年，接替王毓淮，担任沈阳军区空军司令员。1992年，由辛殿枫接任。1993年，授中国人民解放军上将军衔。1987年任沈阳军区副司令员、党委常委兼沈阳军区空军司令员、党委副书记。1992年任空军司令员、党委副书记。
1993年6月晉升上將，1998年3月至2003年3月擔任全國人大農業與農村委員會委員。
2019年7月23日于北京病逝。